# Kababina formartine
Kababina formartine là một loài nhện trong họ Stiphidiidae.
Loài này thuộc chi Kababina. Kababina formartine được V. T. Davies miêu tả năm 1995.